# Il fiume dei cadaveri
Il fiume dei cadaveri (in inglese Over tumbled graves) è un thriller dello scrittore statunitense Jess Walter pubblicato per la prima volta nel 2001.
Il libro è stato tradotto in tedesco, giapponese, francese, olandese, svedese e russo.

## Trama
Una furia omicida travolge la città di Spokane che viene colpita da una serie di omicidi contro alcune prostitute nelle quali viene rinvenuta sempre la medesima firma, dei biglietti da 20 dollari fra le dita e le unghie accuratamente lavate e strappate via. Tutti gli indizi e le piste seguite dagli agenti della polizia del luogo e dai due esperti di profili psicologici dell'FBI portano a Lenny Ryan, un ex-detenuto tre volte omicida. Solo Caroline Mabry, detective della polizia di Spokane, ha dei dubbi e si immerge nella ricerca di un indizio o di qualsiasi altra cosa che possa aiutare a dare una svolta al caso. Nel frattempo altre prostitute vengono trovate uccise sempre con la medesima "firma" e Caroline con l'aiuto del collega Alan Dupree riuscirà a dare un senso agli innumerevoli indizi di questo caso fermando la furia omicida che ha colpito la città.

## Edizioni in italiano
- Il fiume dei cadaveri (Over Tumbled Graves) (2001) Piemme, 2003 ISBN 88-384-7057-X
- Jess Walter, Il fiume dei cadaveri, traduzione di Giancarlo Narciso; revisione di Francesca Pinchera, Casale Monferrato: Piemme, 2004
- Jess Walter, Il fiume dei cadaveri, traduzione di Giancarlo Narciso; revisione di Francesca Pinchera, Casale Monferrato: Piemme Pocket, 2005